# Djurskydd inom Europeiska unionen
Djurskydd inom Europeiska unionen regleras genom ett antal olika direktiv och förordningar. De första bestämmelserna om djurskydd infördes inom Europeiska gemenskaperna 1974. Det nuvarande regelverket består dels av ett allmänt direktiv om skydd av animalieproduktionens djur (direktiv 98/58/EG), dels fyra specifika direktiv som rör hönor, kycklingar, kalvar och grisar. Djurskyddslagstiftningen reglerar bland annat djurskötsel, transporter och slakt. Bestämmelserna är normalt minimibestämmelser som tillåter medlemsstaterna att ha mer långtgående regler för djurskydd.
De EU-gemensamma bestämmelserna grundar sig på europeiska konventionen om skydd av animalieproduktionens djur och avspeglar fem friheter för djur:
- Frihet från hunger och törst;

- Frihet från obehag;

- Frihet från smärta, skada och sjukdom;

- Frihet att uttrycka normalt beteende;

- Frihet från rädsla och stress.

Genom Amsterdamfördraget, som trädde i kraft den 1 maj 1999, fogades ett protokoll om djurskydd och djurens välfärd till unionens grundfördrag. Genom Lissabonfördraget, som trädde i kraft den 1 december 2009, infogades protokollets bestämmelser som artikel 13 i fördraget om Europeiska unionens funktionssätt. Artikeln föreskriver att unionen och dess medlemsstater ska ”fullt ut ta hänsyn till välfärd för djuren som kännande varelser” när de utformar och genomför unionens politik, samtidigt som de ska ”respektera medlemsstaternas lagar och andra författningar samt sedvänjor särskilt i fråga om religiösa riter, kulturella traditioner och regionalt arv.”